# Emilio Salgari
Emilio Carlo Giuseppe Maria Salgari (Verona, 21 de agosto de 1862 – Turim, 25 de abril de 1911) foi um escritor italiano.
É um dos 40 autores italianos mais traduzidos, apesar da sua obra ter sido ignorada pela crítica
Publicou 90 romances e, após a sua morte, os seus filhos publicaram 50 apócrifos do género de aventura, normalmente envolvendo o mar e piratas. De entre eles destacam-se as aventuras de Sandokan e o Corsário Negro.

## Vida pessoal
. 
Ingressou na Academia Naval de Veneza, alistou-se num barco mercantil e percorreu a costa Asiática. Regressou a Itália onde começou a ganhar sustento com as suas obras que começaram por serem publicadas em jornais. Casou-se com Ida Peruzzi, com quem teve quatro filhos. Mesmo com os êxitos dos seus livros os problemas económicos não deixaram de os seguir.
Depois da morte de sua esposa, Salgari suicida-se em Turim.

## Obras
Não são todos os livros que estão disponíveis em português.
Colecção dos corsários da Malásia
- Os Mistérios da Selva Negra (1887) - no original I misteri della jungla nera
- Os Tigres de Mompracem (1883-1884) - no original Le tigri di Mompracem
- Os Piratas da Malásia (1896) - no original I pirati della Malesia
- Os Dois Tigres (1904) - no original Le due tigri
- O Rei do Mar (1906) - no original Il Re del Mare
- A conquista de um império (1907) - no original Alla conquista di un impero
- A revanche de Sandokan (1907) - no original Sandokan alla riscossa
- As maravilha dos anos 2000 (1907) - no original Le meraviglie del duemila
- A reconquista de Mompracem (1908) - no original La riconquista di Mompracem
- O falso Brâmane (1911) - no original Il bramino dell'Assam
- A queda de um império (1911) - no original La caduta di un impero
- A revanche de Yáñez (1913) - no original La rivincita di Yanez

Colecção dos corsários das Antilhas
- O Corsário Negro (1898) - no original Il Corsaro Nero
- A Rainha das Caraíbas (1901) - no original La regina dei Caraibi
- Yolanda, a filha do Corsário Negro (1905) - no original Jolanda, la figlia del Corsaro Nero
- O filho do Corsário Vermelho (1908) - no original Il figlio del Corsaro Rosso
- Os últimos filibusteiros (1908) - no original Gli ultimi filibustieri

Outros romances
- A Cimitarra de Buda (1892) - no original La scimitarra di Budda
- O tesouro do presidente do Paraguai (1894)
- O continente misterioso (1894)
- Um Drama no Oceano Pacífico (1895) - no original Un dramma nell'Oceano Pacifico
- O Rei da Montanha (1895) - no original Il re della montagna
- Os Peles Vermelhas (1900) - no original Avventure fra le pelli rosse
- O Leão de Damasco (1942) - no original Il leone di Damasco